# Spongiactis japonica
Spongiactis japonica Sanamyan N., Sanamyan K. & Tabachnick, 2012 è una specie di celenterato antozoo nella superfamiglia Metridioidea dell'ordine Actiniaria. È l'unica specie del genere Spongiactis  e della famiglia Spongiactinidae.

## Descrizione
La specie ha un ben definito disco pedale, muscoli basilari e sfintere mesogloeale. I mesenteri si presentano in coppia. Mesentere divisibili fra quelli con filamenti fertili e quelli privi di filamenti sterili ma non divisibili in macro e microcnemi. Gonadi e filamenti presenti su tutte le direttive, mentre su altre coppie mesenteriali gonadi e filamenti possono presentarsi su un solo (ma non entrambi) mesenteri in una coppia. Nessun aconzio presente. Cnidoma: spirocisti robusti, olotrici, basitrici e p-mastigofori di tipo B.

## Tassonomia
La specie venne menzionata per la prima volta dal naturalista tedesco Franz Schulze nel 1887, che ne parlò come di "antozoi commensali" situati nel corpo di una spugna vetrosa, senza tuttavia dare loro un nome.
L'insolita distribuzione di gonadi e filamenti in Spongiactis è unica nelle Actiniaria ed è considerata una caratteristica tassonomica molto importante che ha portato alla creazione di una nuova famiglia, la Spongiactinidae. Altre caratteristiche morfologiche quali la composizione dei cnidomi, lo sfintere mesogloeale e l'assenza di aconzio e cinclide suggeriscono una possibile relazione con le famiglie Hormathiidae e Actinoscyphiidae. Uno studio successivo ha posto la famiglia Spongiactinidae all'interno del sottordine Enthemonae e della superfamiglia Metridioidea..